# Equinor
A Equinor ASA (anteriormente Statoil e StatoilHydro) é uma empresa multinacional estatal norueguesa, que atua no setor de energia, com sede em Stavanger. É principalmente uma empresa petrolífera, operando em 36 países com investimentos adicionais em energia renovável. De acordo com a classificação Forbes Global 2000, publicada em 2020, a Equinor foi classificada como a 169ª maior empresa pública do mundo. Em 2021, a empresa possui 21.126 funcionários.
Em 2022, a empresa ocupou a 114ª posição no ranking das 500 maiores empresas do mundo, elaborado pela Fortune.
A atual empresa foi formada pela fusão da Statoil em 2007 com a divisão de petróleo e gás da Norsk Hydro. A partir de 2017, o governo da Noruega é o maior acionista com 67% das ações, enquanto o restante é de capital aberto. A participação acionária estatal é administrada pelo Ministério do Petróleo e Energia da Noruega. A empresa está sediada e liderada em Stavanger, enquanto a maioria de suas operações internacionais é atualmente liderada em Fornebu, nos arredores de Oslo.
O nome Equinor foi adotado em 2018 e é formado pela combinação de "equi", raiz de palavras como equidade e equilíbrio, e "nor", indicando que a empresa é de origem norueguesa.